# Средоземна волухарица
Средоземна волухарица (лат. Microtus guentheri) је сисар из реда глодара и породице хрчкова (лат. Cricetidae).

## Распрострањење
Врста је присутна у Бугарској, Грчкој, Израелу, Либану, Либији, Македонији, Сирији, Србији, Турској и Црној Гори.

## Станиште
Средоземна волухарица има станиште на копну.

## Угроженост
Ова врста није угрожена, и наведена је као последња брига јер има широко распрострањење.

### Популациони тренд
Популација ове врсте је стабилна, судећи по доступним подацима.